# Nyctophilus gouldi
Nyctophilus gouldi é uma espécie de morcego da família Vespertilionidae. Endêmica da Austrália.